# William Beaudine
William Beaudine, nome completo William Washington Beaudine (New York, 15 gennaio 1892 – Canoga Park, 18 marzo 1970), è stato un regista, attore e produttore cinematografico statunitense; fu uno dei più prolifici cineasti di Hollywood.

## Biografia
Nato a New York, Beaudine cominciò a lavorare per il cinema come attore nel 1909 con la American Mutoscope and Biograph Company. Il suo matrimonio con Marguerite Fleischer, sposata nel 1914, fu uno dei più duraturi del mondo del cinema, in quanto durò fino al 1970, l'anno della sua morte.

### Film muti e film britannici
Nel 1915 fu assunto come attore e regista dalla Kalem Company. Fu un assistente del regista D.W. Griffith per i film Nascita di una nazione e Intolerance. All'età di 23 anni, Beaudine aveva diretto il suo primo film, un corto intitolato Almost a King (1915). Lavorò poi come regista di film muti per Goldwyn (prima di MGM), Metro (sempre prima di MGM), First National Pictures, Principal e per Warner Brothers. Nel 1926 realizzò Sparrows, la storia di alcuni orfani imprigionati in una fattoria paludosa, con Mary Pickford nel cast. Beaudine aveva firmato almeno trenta film prima che cominciasse l'era del sonoro. Realizzava annualmente molti film per Fox, Warner Brothers, Paramount e Universal.
La sua produzione più famosa dei primi anni trenta è The Old Fashioned Way, una commedia sugli antichi spettacoli folk con W.C. Fields. Beaudine fu uno dei tanti registi di grande esperienza (tra cui anche Raoul Walsh e Allan Dwan) portati da Hollywood in Inghilterra negli anni '30 per lavorare su produzioni in perfetto stile britannico. In Inghilterra diresse quattro film con Will Hay, compresi Boys Will Be Boys (1935) e Where There's a Will (1936).

### A Hollywood
Beaudine ritornò in modo definitivo in America nel 1937 ed ebbe evidenti problemi a ristabilirsi negli studi più importanti. Dopo un breve passaggio alla Warner Brothers, trovò lavoro nella Poverty Row, lavorando per Monogram Pictures e Producers Releasing Corporation e creando dozzine di commedie, thriller e melodrammi con personalità importanti come Bela Lugosi, Harry Langdon, Ralph Byrd, Edmund Lowe, Jean Parker e The East Side Kids. Beaudine completò questi lavori nel giro di pochi giorni, a volte anche in cinque giorni; una di queste veloci produzioni fu Mom and Dad, un film d'exploitation prodotto da Kroger Babb che uscì nel 1945.
Beaudine morì nel 1970 in California e venne tumulato nel Hollywood Forever Cemetery di Hollywood.

## Premi e riconoscimenti
Per il suo contributo all'industria cinematografica, l'8 febbraio 1960 gli venne assegnata una stella sulla Hollywood Walk of Fame al 1777 di Vine Street.

## Filmografia parziale
Secondo IMDb, le filmografie Aiuto regista e Attore sono complete 

### Regista

#### 1915
- Diana of the Farm - cortometraggio (1915)
- The Hoodoo's Busy Day - cortometraggio (1915)
- Minnie the Tiger - cortometraggio (1915)
- Almost a King - cortometraggio (1915)
- The Bandits of Macaroni Mountain - cortometraggio (1915)
- The Caretaker's Dilemma - cortometraggio (1915)

#### 1916
- The Missing Mummy - cortometraggio (1916)
- Guardian Angels - cortometraggio (1916)
- The Tale of a Coat - cortometraggio (1916)
- Snoop Hounds - cortometraggio (1916)
- Artful Artists - cortometraggio (1916)
- Wurra-Wurra - cortometraggio (1916)
- Ham Takes a Chance - cortometraggio (1916)
- A Molar Mix-Up - cortometraggio (1916)
- Ham the Diver - cortometraggio (1916)
- Winning a Widow - cortometraggio (1916)
- A Riddle in Rascals - cortometraggio (1916)
- Maybe Moonshine - cortometraggio (1916)
- When Hubby Forgot - cortometraggio (1916)
- Ham Agrees with Sherman - cortometraggio (1916)
- The Eveless Eden Club - cortometraggio (1916)
- For Sweet Charity - cortometraggio (1916)
- At Bachelor's Roost - cortometraggio (1916)
- Ham and the Hermit's Daughter
- The Trailing Tailor
- From Altar to Halter
- Trapping the Bachelor
- Millionaires by Mistake
- Fashion and Fury
- Ham and Preparedness
- Their Taking Ways
- Counting Out the Count
- Romeo of the Coal Wagon
- Musical Madness
- The Inspector's Double
- Lashed by Love
- Bombs and Business
- Beans and Bullets
- A Crooked Mix-Up
- A Shadowed Shadow
- In Love with a Fireman
- Their First Arrest
- A Janitor's Vendetta
- Scrappily Married (1916)
- The Tramp Chef
- Their Dark Secret
- Jags and Jealousy
- Toto Interferes
- A Tale of a Turk - cortometraggio (1916)

#### 1917
- Love in Suspense
- When Damon Fell for Pythias
- Mines and Matrimony
- The Miti Ranch
- Barred from the Bar
- Love Me, Love My Biscuits
- His Coming Out Party
- Out for the Dough
- Mule Mates
- Rosie's Rancho
- Gone, But Where?
- Passing the Grip
- Wanta Make a Dollar?
- Art Aches
- Whose Baby?
- What the ---?
- A Boob for Luck (1917)
- The Careless Cop
- Take Back Your Wife
- The Leak
- Left in the Soup
- The Man with a Package
- The Last Scent
- The Boss of the Family
- Uneasy Money (1917)
- A Jungle Cruise
- One Damp Day
- 20,000 Legs Under the Sea
- A Desert Dilemma
- His Fatal Beauty
- He Had 'em Buffaloed
- Canning the Cannibal King
- The Battling Bellboy
- O-My the Tent Mover
- Out Again, in Again (1917)
- Behind the Map
- Why They Left Home
- Officer, Call a Cop (1917)
- Hawaiian Nuts
- The Fountain of Trouble
- Who Done It? (1917)
- The Cross Eyed Submarine
- What'll We Do with Uncle?
- A Bad Little Good Man - cortometraggio (1917)
- What'll We Do with Uncle?
- Secret Servants - cortometraggio (1917)
- A Sanitarium Scandal

#### 1918
- Mud - cortometraggio (1918)
- Eddie, Get the Mop - cortometraggio (1918)
- Mr. Briggs Closes the House - cortometraggio (1918)
- Mr. Miller's Economies - cortometraggio (1918)
- The Poor Fish - cortometraggio (1918)
- Flapjacks - cortometraggio (1918)
- The Pie Eyed Piper - cortometraggio (1918)
- A High Diver's Last Kiss, co-regia di Noel M. Smith - cortometraggio (1918)
- Dan Cupid: M.D. - cortometraggio (1918)

#### 1919
- Easy Payments - cortometraggio (1919)
- Mixed Wives - cortometraggio (1919)
- Brides for Two - cortometraggio (1919)
- Sea Sirens - cortometraggio (1919)
- A Rustic Romeo - cortometraggio (1919)
- He Who Hesitates - cortometraggio (1919)

#### 1920
- Save Me, Sadie - cortometraggio (1920)
- Eat-a-Bite-a-Pie - cortometraggio (1920)
- Watch Your Step, Mother - cortometraggio (1920)
- Hearts and Diamonds - cortometraggio (1920)
- The Captivating Captive - cortometraggio (1920)
- Petticoats and Pants
- Why Be Jealous?
- A Husband in Haste
- A Seaside Siren
- Fit to Fight
- Seven Bald Pates
- A Home Spun Hero
- Shuffle the Queens
- Tea for Two - cortometraggio (1920)
- Back from the Front - cortometraggio (1920)
- Why Wild Men Go Wild - cortometraggio (1920)

#### 1921
- Movie Mad
- Ouija Did It!
- Dead Easy
- Twin Husbands
- Who Kissed Me?
- Short and Snappy
- Hubby Behave
- Short and Sweet
- Zulu Love
- Hero Pro Tem
- Ninety Days or Life
- Oh Buddy!
- Falling for Fanny
- Pure and Simple
- Fresh from the Farm

#### 1922
- Watch Your Step
- Step Forward, co-regia di F. Richard Jones, Gus Meins - cortometraggio
- Punch the Clock
- Strictly Modern
- Pardon My Glove
- The Chased Bride, co-regia di Al Christie
- Il bandito della montagna (Catch My Smoke)
- Heroes of the Street

#### 1923
- Her Fatal Millions
- Penrod and Sam
- The Printer's Devil
- The Country Kid
- Boy of Mine

#### 1924
- Daring Youth
- Wandering Husbands (1924)
- Daughters of Pleasure
- A Self-Made Failure
- Cornered (1924)
- Lovers' Lane

#### 1925
- The Narrow Street
- I tre moschettieri del varietà (A Broadway Butterfly)
- How Baxter Butted In
- Little Annie Rooney
- My Swedie - cortometraggio

#### 1926
- That's My Baby
- Passerotti (Sparrows)
- L'emulo di Scherlok Holmes (The Social Highwayman)
- L'uomo è cacciatore (Hold That Lion)
- The Canadian

#### 1927
- Frisco Sally Levy
- Wild Wallops
- The Life of Riley
- The Irresistible Lover

#### 1928
- Cohen e Kelly a Parigi (The Cohens and the Kellys in Paris)
- Heart to Heart
- È suonata la libera uscita (Home, James)
- Do Your Duty
- Give and Take

#### 1929
- Two Weeks Off
- Hard to Get
- La reginetta delle canzoni (The Girl from Woolworth's)
- La fiamma occulta (Wedding Rings)

#### 1930
- Those Who Dance
- Dall'ombra alla luce
- A Hollywood Theme Song - cortometraggio

#### 1931
- One Yard to Go - cortometraggio
- The College Vamp
- La resa di papà (Father's Son)
- Misbehaving Ladies
- La dama e l'avventuriero (The Lady Who Dared)
- The Mad Parade
- Penrod and Sam
- The Great Junction Hotel
- Gli uomini nella mia vita (Men in Her Life)

#### 1932
- Tre maniere d'amare (Three Wise Girls)
- Make Me a Star

#### 1937
- Feather Your Nest (1937)
- Said O'Reilly to McNab
- Take It from Me (1937)

#### 1940
- Misbehaving Husbands

#### 1941
- Il segreto del P.22 (Emergency Landing)
- Federal Fugitives
- Mr. Washington Goes to Town
- I pirati del cielo
- Mr. Celebrity
- Quarta ripresa (The Miracle Kid)
- Blonde Comet
- Up Jumped the Devil

#### 1942
- The living ghost o A walking nightmare

#### 1943
- L'uomo scimmia (The Ape Man)
- Clancy Street Boys
- Spettri all'arrembaggio o Fantasmi nella notte (Ghosts on the Loose)
- Here Comes Kelly
- Spotlight Scandals
- Mr. Muggs Steps Out
- The Mystery of the 13th Guest

#### 1944
- What a Man! (1944)
- Voodoo Man (1944)
- Hot Rhythm
- Detective Kitty O'Day
- Follow the Leader (1944)
- Leave It to the Irish
- Oh, What a Night! (1944)
- Shadow of Suspicion
- Bowery Champs
- Crazy Knights

#### 1945
- Mom and Dad (1945)
- Adventures of Kitty O'Day
- Fashion Model
- Blonde Ransom
- Swingin' on a Rainbow
- Come Out Fighting
- Black Market Babies

- Killer at Large (1947)

#### 1950
- Jiggs and Maggie Out West (1950)

#### 1954
- City Story (1954)

#### 1955
- High Society (1955)

### Aiuto regia
- Priscilla's April Fool Joke, regia di Frank Powell (1911)
- Why He Gave Up, regia di Henry Lehrman e Mack Sennett (1911)
- With a Kodak, regia di Mack Sennett (1912)
- The Engagement Ring, regia di Mack Sennett (1912)
- Hot Stuff, regia di Mack Sennett (1912)
- Those Hicksville Boys, regia di Mack Sennett (1912)
- Their First Kidnapping Case, regia di Mack Sennett (1912)
- The Fickle Spaniard, regia di Dell Henderson e Mack Sennett (1912)
- The Furs, regia di Mack Sennett (1912)
- Helen's Marriage, regia di Mack Sennett (1912)
- A Close Call, regia di Mack Sennett (1912)
- One Round O'Brien, regia di Mack Sennett (1912)
- Tragedy of the Dress Suit, regia di Mack Sennett (1912)
- Through Dumb Luck, regia di Dell Henderson, supervisione di Mack Sennett (1912)
- Mr. Grouch at the Seashore, regia di Dell Henderson (1912)
- Stern Papa, regia di Mack Sennett (1912)
- A Mixed Affair, regia di Dell Henderson (1912)
- A Disappointed Mama, regia di Dell Henderson (1912)
- A Limited Divorce, regia di Dell Henderson (1912)
- Their Idols, regia di Dell Henderson (1912)
- Bill Bogg's Windfall, regia di Dell Henderson (1912)
- A Day's Outing, regia di Dell Henderson (1912)
- Kissing Kate, regia di Dell Henderson (1913)
- Oh, What a Boob!, regia di Dell Henderson (1913)
- There Were Hoboes Three
- A Delivery Package
- The Old Gray Mare, regia di Dell Henderson (1913)
- The Stolen Bride, regia di Anthony O'Sullivan (1913)
- An 'Uncle Tom's Cabin' Troupe, regia di Dell Henderson (1913)
- A Lesson to Mashers, regia di Dell Henderson (1913)
- A Horse on Bill, regia di Dell Henderson (1913)
- The Cure, regia di Dell Henderson (1913)
- A Ragtime Romance, regia di Dell Henderson (1913)
- The Daylight Burglar, regia di Dell Henderson (1913)
- The Tenderfoot's Money, regia di Anthony O'Sullivan (1913)
- A Rainy Day, regia di Dell Henderson (1913)
- Slippery Slim Repents, regia di Dell Henderson (1913)
- Red Hicks Defies the World, regia di Dell Henderson (1913)
- Jenks Becomes a Desperate Character, regia di Dell Henderson (1913)
- The Rise and Fall of McDoo, regia di Dell Henderson (1913)
- Almost a Wild Man, regia di Dell Henderson (1913)
- While the Count Goes Bathing
- Pa Says, regia di Dell Henderson (1913)
- Mr. Spriggs Buys a Dog, regia di Dell Henderson (1913)
- Papa's Baby, regia di Dell Henderson (1913)
- Come Seben, Leben, regia di Dell Henderson (1913)
- The Suffragette Minstrels, regia di Dell Henderson (1913)
- Black and White, regia di Dell Henderson (1913)
- A Modest Hero, regia di Dell Henderson (1913)
- The Lady in Black, regia di Dell Henderson (1913)
- Baby Indisposed, regia di Dell Henderson (1913)
- For the Son of the House, regia di Dell Henderson (1913)
- The Birthday Ring, regia di Alfred Paget (1913)
- A Bunch of Flowers, regia di Dell Henderson (1914)
- Ham the Moonshiner

### Attore
- Leather Stocking, regia di David W. Griffith - cortometraggio (1909)
- Fools of Fate, regia di David W. Griffith - cortometraggio (1909)
- To Save Her Soul, regia di David W. Griffith - cortometraggio (1909)
- A Summer Tragedy, regia di David W. Griffith e Frank Powell - cortometraggio (1910)
- Priscilla's April Fool Joke, regia di Frank Powell - cortometraggio (1910)
- Why He Gave Up, regia di Henry Lehrman e Mack Sennett - cortometraggio (1911)
- The Engagement Ring, regia di Mack Sennett - cortometraggio (1912)
- With a Kodak, regia di Mack Sennett - cortometraggio (1912)
- Hot Stuff, regia di Mack Sennett - cortometraggio (1912)
- Those Hicksville Boys, regia di Mack Sennett - cortometraggio (1912)
- Their First Kidnapping Case, regia di Mack Sennett - cortometraggio (1912)
- The Fickle Spaniard, regia di Dell Henderson e Mack Sennett - cortometraggio (1912)
- The Furs, regia di Mack Sennett - cortometraggio (1912)
- Helen's Marriage, regia di Mack Sennett - cortometraggio (1912)
- A Close Call, regia di Mack Sennett - cortometraggio (1912)
- One Round O'Brien, regia di Mack Sennett - cortometraggio (1912)
- Tragedy of the Dress Suit, regia di Mack Sennett - cortometraggio (1912)
- Through Dumb Luck, regia di Dell Henderson, supervisione di Mack Sennett - cortometraggio (1912)
- Mr. Grouch at the Seashore, regia di Dell Henderson - cortometraggio (1912)
- Stern Papa, regia di Mack Sennett - cortometraggio (1912)
- A Mixed Affair, regia di Dell Henderson - cortometraggio (1912)
- A Disappointed Mama, regia di Dell Henderson - cortometraggio (1912)
- A Limited Divorce, regia di Dell Henderson - cortometraggio (1912)
- Their Idols, regia di Dell Henderson - cortometraggio (1912)
- A Day's Outing, regia di Dell Henderson - cortometraggio (1912)
- Kissing Kate, regia di Dell Henderson - cortometraggio (1913)
- Oh, What a Boob!, regia di Dell Henderson - cortometraggio (1913)
- There Were Hoboes Three, regia di Dell Henderson - cortometraggio (1913)
- A Delivery Package, regia di Dell Henderson - cortometraggio (1913)
- The Old Gray Mare, regia di Dell Henderson - cortometraggio (1913)
- An 'Uncle Tom's Cabin' Troupe, regia di Dell Henderson - cortometraggio (1913)
- A Horse on Bill, regia di Dell Henderson - cortometraggio (1913)
- The Daylight Burglar, regia di Dell Henderson - cortometraggio (1913)
- The Tenderfoot's Money, regia di Anthony O'Sullivan - cortometraggio (1913)
- A Rainy Day, regia di Dell Henderson - cortometraggio (1913)
- Slippery Slim Repents, regia di Dell Henderson - cortometraggio (1913)
- Red Hicks Defies the World, regia di Dell Henderson - cortometraggio (1913)
- Jenks Becomes a Desperate Character, regia di Dell Henderson - cortometraggio (1913)
- The Rise and Fall of McDoo, regia di Dell Henderson - cortometraggio (1913)
- While the Count Goes Bathing, regia di Dell Henderson - cortometraggio (1913)
- Mr. Spriggs Buys a Dog, regia di Dell Henderson - cortometraggio (1913)
- Papa's Baby, regia di Dell Henderson - cortometraggio (1913)
- The Suffragette Minstrels, regia di Dell Henderson - cortometraggio (1913)
- Diana of the Farm, regia di William Beaudine - cortometraggio (1915)
- Movie Town, regia di Mack Sennett - cortometraggio (1931)
- Forgotten Women, regia di Richard Thorpe (1931)

### Sceneggiatore
- There Were Hoboes Three, regia di Dell Henderson - cortometraggio (1913)
- Almost a Wild Man, regia di Dell Henderson - cortometraggio (1913)
- While the Count Goes Bathing, regia di Dell Henderson - cortometraggio (1913)
- Black and White, regia di Dell Henderson - cortometraggio (1913)
- Almost a King, regia di William Beaudine (1915)
- A Riddle in Rascals, regia di William Beaudine - cortometraggio (1916)
- Maybe Moonshine, regia di William Beaudine - cortometraggio (1916)
- Scrappily Married, regia di William Beaudine (1916)
- The Tramp Chef, regia di William Beaudine - cortometraggio (1916)
- A Tale of a Turk, regia di William Beaudine - cortometraggio (1916)
- Love in Suspense, regia di William Beaudine - cortometraggio (1917)
- When Damon Fell for Pythias, regia di William Beaudine - cortometraggio (1917)
- A Boob for Luck, regia di William Beaudine - cortometraggio (1917)
- Behind the Map, regia di William Beaudine - cortometraggio (1917)
- Hawaiian Nuts, regia di William Beaudine - cortometraggio (1917)
- Secret Servants, regia di William Beaudine - cortometraggio (1917)
- Dandy Dick, regia di William Beaudine (1935)
- Where There's a Will, regia di William Beaudine (1936)
- La famiglia Jones a Hollywood (The Jones Family in Hollywood), regia di Malcolm St. Clair (1936)
- Il tesoro dell'isola (Duke of the Navy), regia di William Beaudine (1942)
- Professor Creeps, regia di William Beaudine (1942)
- Spotlight Scandals, regia di William Beaudine (1943)
- Mr. Muggs Steps Out, regia di William Beaudine (1943)
- What a Man!, regia di William Beaudine (1944)
- Follow the Leader, regia di William Beaudine (1944)